# The Black Rider
The Black Rider — одинадцятий студійний альбом автора-виконавця Тома Вейтса, виданий 1993 року. Останній альбом на Island Records.

## Про альбом
The Black Rider включає в себе пісні для однойменної вистави, заснованої на опері «Чарівний стрілець». Театральна адаптація була зроблена Вільямом Берроузом та Робертом Вілсоном. З останнім Вейтс працював роком раніше над «Алісою» та працюватиме через сім років над «Войцеком». Музика до цих вистав вийде на його альбомах Alice і Blood Money відповідно. Прем'єра п'єси The Black Rider відбулася 1990 року в Гамбурзі, англійською мовою — 1998 року на фестивалі Edmonton International Fringe. Обкладинку до альбому намалювала дружина Тома — Кетлін Бреннан. Існує німецьке вінілове видання The Black Rider, випущене компанією Alka-Seltzer Medien GmbH, на ньому менше треків, деякі інакше підписані.

## Список композицій
| #   | Назва                     | Тривалість |
| --- | ------------------------- | ---------- |
| 1.  | «Lucky Day Overture»      | 2:27       |
| 2.  | «The Black Rider»         | 3:21       |
| 3.  | «November»                | 2:53       |
| 4.  | «Just the Right Bullets»  | 3:35       |
| 5.  | «Black Box Theme»         | 2:42       |
| 6.  | «T' Ain't No Sin»         | 2:25       |
| 7.  | «Flash Pan Hunter/Intro»  | 1:10       |
| 8.  | «That's the Way»          | 1:07       |
| 9.  | «The Briar and the Rose»  | 3:50       |
| 10. | «Russian Dance»           | 3:12       |
| 11. | «Gospel Train/Orchestra»  | 2:33       |
| 12. | «I'll Shoot the Moon»     | 3:51       |
| 13. | «Flash Pan Hunter»        | 3:10       |
| 14. | «Crossroads»              | 2:43       |
| 15. | «Gospel Train»            | 4:43       |
| 16. | «Interlude»               | 0:18       |
| 17. | «Oily Night»              | 4:23       |
| 18. | «Lucky Day»               | 3:42       |
| 19. | «The Last Rose of Summer» | 2:07       |
| 20. | «Carnival»                | 1:15       |

Примітка: існують пісні, виконані у виставі, але які не увійшли до альбому — «Chase the Clouds Away» і «In the Morning».
Видання Alka-Seltzer Medien GmbH
Перша сторона:
| #  | Назва                    | Тривалість |
| -- | ------------------------ | ---------- |
| 1. | «Black Rider (Opening)»  |            |
| 2. | «November»               |            |
| 3. | «The Right Bullets»      |            |
| 4. | «The Briar and the Rose» |            |
| 5. | «George Schmid»          |            |
| 6. | «Chase the Clouds Away»  |            |
| 7. | «Flash Pan Hunter»       |            |

Друга сторона:
| #  | Назва                     | Тривалість |
| -- | ------------------------- | ---------- |
| 1. | «Instrumental»            |            |
| 2. | «? by W. S. Burroughs»    |            |
| 3. | «In the Morning»          |            |
| 4. | «Gospel Train»            |            |
| 5. | «I'll Shoot the Moon»     |            |
| 6. | «Instrumental»            |            |
| 7. | «The Last Rose of Summer» |            |

## Учасники запису
- Том Вейтс — вокал, калліопа, фортепіано, банджо, чемберлін, e-mu emax, конґа, свист, орган
- Грег Коен — бас-гітара, перкусія, банджо, скрипка, акордеон, бас-кларнет, e-mu emax
- Ральф Карні — саксофон, бас-кларнет
- Білл Дуглас — бас-гітара
- Кенні Воллсен — перкусія, марімба
- Метт Брабекк — віолончель
- Джо Гор — гітара, банджо
- Нік Фелпс — валторна
- Кевін Портер — тромбон
- Дон Нілі — пила
- Ларрі Роудс — фагот, контрафагот
- Френсіс Тамм — орган
- Хеннінг Столл — контрафогот, скрипка, фагот
- Стефан Шафер — бас-гітара
- Волкен Хемкен — кларнет
- Ханс-Йорн Броденберг — орган
- Лінда Делюка — скрипка
- Герд Бесслер — скрипка
- Крістоф Моніан — валторна
- Вільям Берроуз — вокал (на «T' Ain't No Sin»)